# Sphaerolaimus penicillus
Sphaerolaimus penicillus är en rundmaskart som beskrevs av Gerlach 1956. Sphaerolaimus penicillus ingår i släktet Sphaerolaimus och familjen Sphaerolaimidae. Inga underarter finns listade i Catalogue of Life.